# Louis Billera
Louis Joseph Billera, né le 12 avril 1943 est professeur de mathématiques à l'Université Cornell.

## Carrière
Billera obtient son BS à l'Institut polytechnique Rensselaer en 1964. Il obtient son doctorat de la Université de la ville de New York en 1968, sous la direction conjointe de Moses Richardson et Michel Balinski.
Louis Billera est le premier directeur associé du National Science Foundation Center for Discrete Mathematics and Theoretical Computer Science (DIMACS) à l'Université Rutgers.
En 2010, il donne la conférence invitée, " Flag enumeration in polytopes, Eulerian partiellement ordered sets and Coxeter groups " au Congrès international des mathématiciens à Hyderabad.
Le fil conducteur d'une grande partie de ses recherches est d'étudier des problèmes motivés par la Géométrie discrète et convexe. Un échantillonnage comprend la construction de polytopes pour prouver la condition de suffisance pour le théorème g (avec Carl Lee), la découverte de polytopes de fibres (avec Bernd Sturmfels) et l'étude de l'espace des arbres phylogénétiques (avec Susan Holmes et Karen Vogtmann).
En 1994, Billera remporte le prix Fulkerson pour son article, Homology of smooth splines . Ce prix est décerné tous les trois ans au meilleur article en mathématiques discrètes.
En 2012, il devient membre de l'American Mathematical Society.